# Karel Thole
Carolus Adrianus Maria Thole, noto come Karel Thole (Bussum, 20 aprile 1914 – Cannobio, 26 marzo 2000), è stato un disegnatore e illustratore olandese.

## Biografia
Frequenta la Scuola statale di disegno del Rijksmuseum di Amsterdam. Inizia la sua carriera di illustratore muovendosi nell'ambiente pubblicitario ed editoriale, ma anche disegnando per vetrate e pitture murali. Dagli inizi degli anni quaranta, è attivo nell'ambito editoriale, illustrando libri e riviste.
Nel 1958 si trasferisce a Milano, con moglie e quattro figli. Collabora inizialmente con la casa editrice Rizzoli, per poi passare nel 1960 alla Arnoldo Mondadori Editore.
Nel 1959 sostituisce Kurt Caesar nella realizzazione delle copertine de I romanzi di Urania, collana Mondadori nata quasi un decennio prima e tuttora esistente sotto il nome Urania. Questa sua produzione lo colloca come uno dei più originali artisti visionari di fantascienza.
Per Mondadori nel 1963 realizza anche le illustrazioni scraper-board per le copertine del ciclo di Fantomas, che mostrano tutte le potenzialità che Thole va scoprendo nella carta nera:
Le illustrazioni per Fantomas, originariamente in bianco nero, verranno colorate in sede di stampa.
Nel 1976, per l'editore Quadragono di Conegliano Veneto, disegna Le primavere del mostro, grandi tavole dal fascino misterioso dedicate ai mostri del cinema.
Negli anni ottanta alcuni problemi alla vista lo costringono ad abbandonare la sua abituale mole di lavoro. Continua comunque la sua opera. L'ultimo numero di Urania con una sua copertina è del 1998 (numero 1330, Picatrix. La scala per l'inferno di Valerio Evangelisti).
Nel 1982 disegna l'illustrazione della copertina del 33 giri di Antonello Venditti Sotto la pioggia.
Durante la sua carriera collabora con la Ace Books e la Daw Books di New York, The New English Library di Londra, la IBM di Milano, la Wilhelm Heyne di Monaco di Baviera.
Per il suo stile pittorico gotico, metafisico e onirico, viene paragonato al compatriota Hieronymus Bosch. Espone in personali e collettive in tutta Europa. Nel 2008 i disegni delle copertine di Thole (insieme a quelle di Ferenc Pinter e Carlo Jacono) sono esposte a Lucca nella grande mostra Copertinando.
Nel 1994 la Galleria Nuages di Milano ristampa i Racconti di Edgar Allan Poe e ne espone le relative undici illustrazioni realizzate dall'artista olandese.

## Curiosità
Uno dei suoi figli fu l'attore comico e cabarettista Ernst Thole attivo in Italia tra gli anni settanta e ottanta.

## Riconoscimenti
- Premio Caran d'Ache al Salone Internazionale dei Comics (1978)